# Xian de Tian'e
Pour les articles homonymes, voir Tian'e.
Le xian de Tian'e (chinois simplifié : 天峨县 ; chinois traditionnel : 天峨縣 ; pinyin : Tiān'é Xiàn ; Zhuang : Dienhngoz Yen) est un district administratif de la région autonome Zhuang du Guangxi en Chine. Il est placé sous la juridiction de la ville-préfecture de Hechi.

## Démographie
La population du district était de 140 661 habitants en 1999,dont 56 % de Zhuang, groupe ethnique principalement concentré dans cette région.